# Castelo de Neuschwanstein
O Castelo de Neuschwanstein (em alemão Schloss Neuschwanstein) é um palácio alemão construído na segunda metade do século XIX, perto das cidades de Schwangau e Füssen, no sudoeste da Baviera, a escassas dezenas de quilômetros da fronteira com a Áustria.
Foi construído por Luís II da Baviera no século XIX, inspirado na obra de seu amigo e protegido, o grande compositor Richard Wagner. A arquitectura do castelo possui um estilo fantástico, o qual serviu de inspiração ao "Castelo da Bela Adormecida", símbolo dos estúdios Disney. Apesar de não ser permitido fotografar o seu interior, é um dos edifícios mais fotografados da Alemanha e um dos mais populares destinos turísticos europeus, além de também ser considerado o "cartão postal" daquele país. O nome Neuschwanstein é uma referência ao "cavaleiro do Cisne", Lohengrin, da ópera com o mesmo nome.

## História

### Concepção

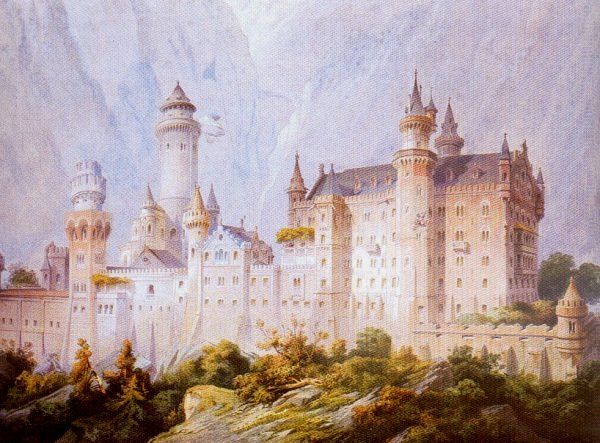
Projeto inicial do Castelo de Neuschwanstein, num guache de Christian Jank, 1869.

A concepção do edifício foi esboçada por Luís II da Baviera numa carta a Richard Wagner, datada de 31 de maio de 1868;
"É minha intenção reconstruir a ruína do velho castelo em Hohenschwangau, próximo do Desfiladeiro de Pollat, no verdadeiro espírito dos velhos castelos dos cavaleiros alemães (...) a localização é a mais bela que alguém pode encontrar, sagrada e inacessível, um templo digno para o divino amigo que trouxe a salvação e a verdadeira bênção ao mundo."
A primeira pedra do edifício foi colocada no dia 5 de setembro de 1869. O Neuschwanstein foi desenhado por Christian Jank, um desenhador de cenários teatrais, em vez de um arquitecto, o que mostra muito das intenções de Luís II, e explica grande parte da natureza fantástica do edifício resultante. A perícia arquitectónica, vital para um edifício colocado num lugar tão periclitante, foi providenciada inicialmente pelo arquitecto da Corte de Munique, Eduard Riedel, e mais tarde por Georg Dollman e Leo von Klenze.
O castelo foi originalmente chamado de "Novo Castelo Hohenschwangau" até à morte do Rei, quando foi renomeado como Neuschwanstein, o Castelo do Cavaleiro Cisne, Lohengrin, da ópera de Wagner do mesmo nome. Originalmente, o castelo havia sido Schwanstein, a sede dos cavaleiros de Schwangau, cujo emblema era o cisne.

### Cenário do castelo

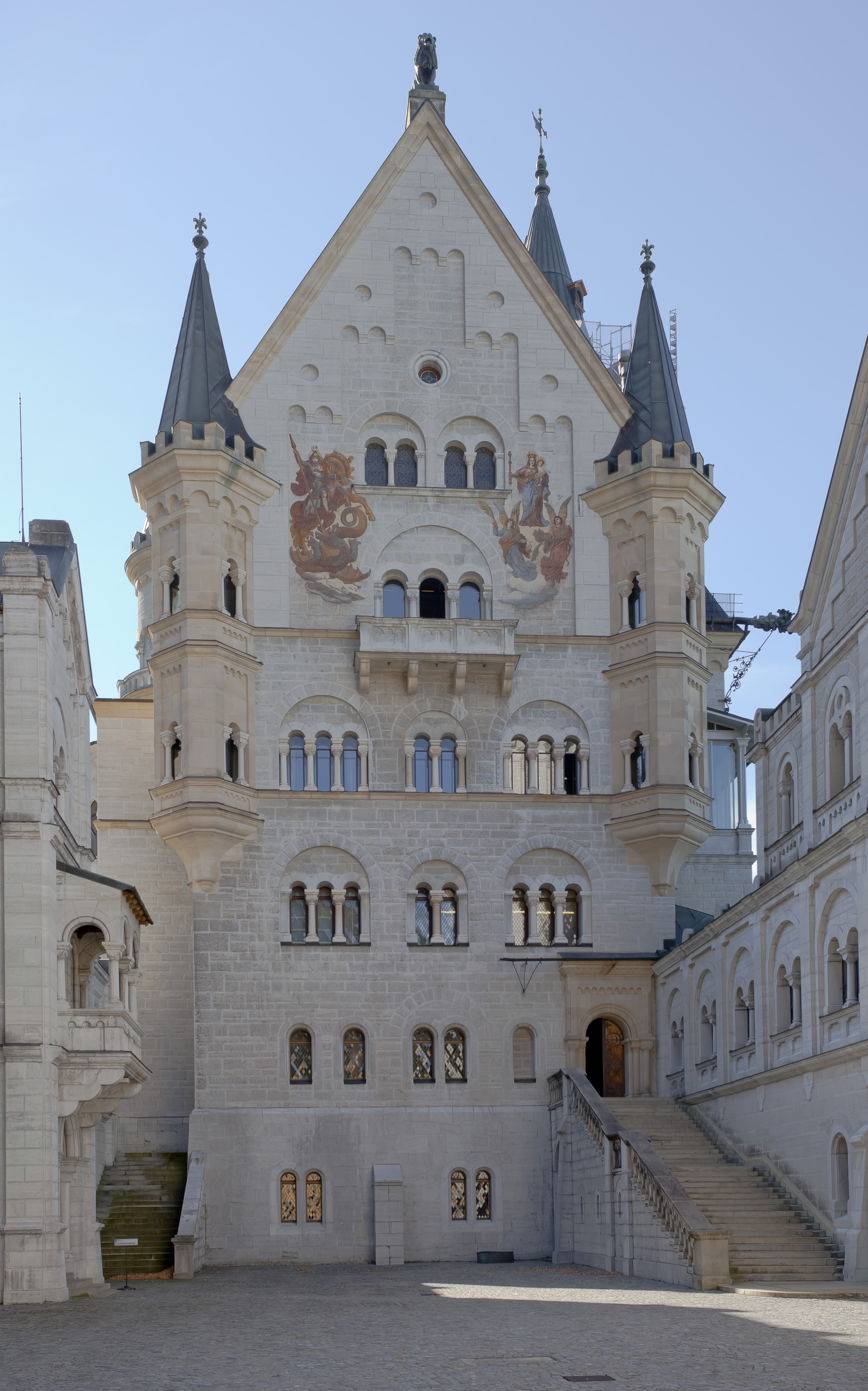
Vista do pátio superior do Castelo de Neuschwanstein.

O castelo compreende uma portaria, um caramanchão, a Casa dos Cavaleiros com uma torre quadrada e um Palas, ou cidadela, com duas torres no extremo oeste. O efeito do conjunto é altamente teatral, tanto no exterior como no interior. A influência do Rei é evidente por todo o lado, tendo este demonstrado um entusiástico interesse no desenho e decoração. Um exemplo disto pode ser visto nos seus comentários, ou ordens, face a um mural representando Lohengrin no Palas; "Sua Majestade deseja que (...) o navio seja colocado mais distante da costa, que o pescoço de Lohengrin seja menos inclinado, que a corrente do navio ao cisne seja de ouro e não de rosas e, finalmente, que o estilo do castelo seja mantido medieval".
O conjunto de salas no interior do Palas contém a Sala do Trono seguida pela suite de Luís II, pelo Hall dos Cantores e pela Gruta. Por todo o lado, o desenho presta homenagem às lendas alemãs de Lohengrin, o Cavaleiro Cisne. O Castelo de Hohenschwangau, onde Luís II passou grande parte da sua juventude, tinha decorações destas sagas. Estes temas foram tomados nas óperas de Richard Wagner. No entanto, muitas das salas interiores permanecem sem decoração; apenas catorze delas foram finalizadas antes da morte de Luís II.

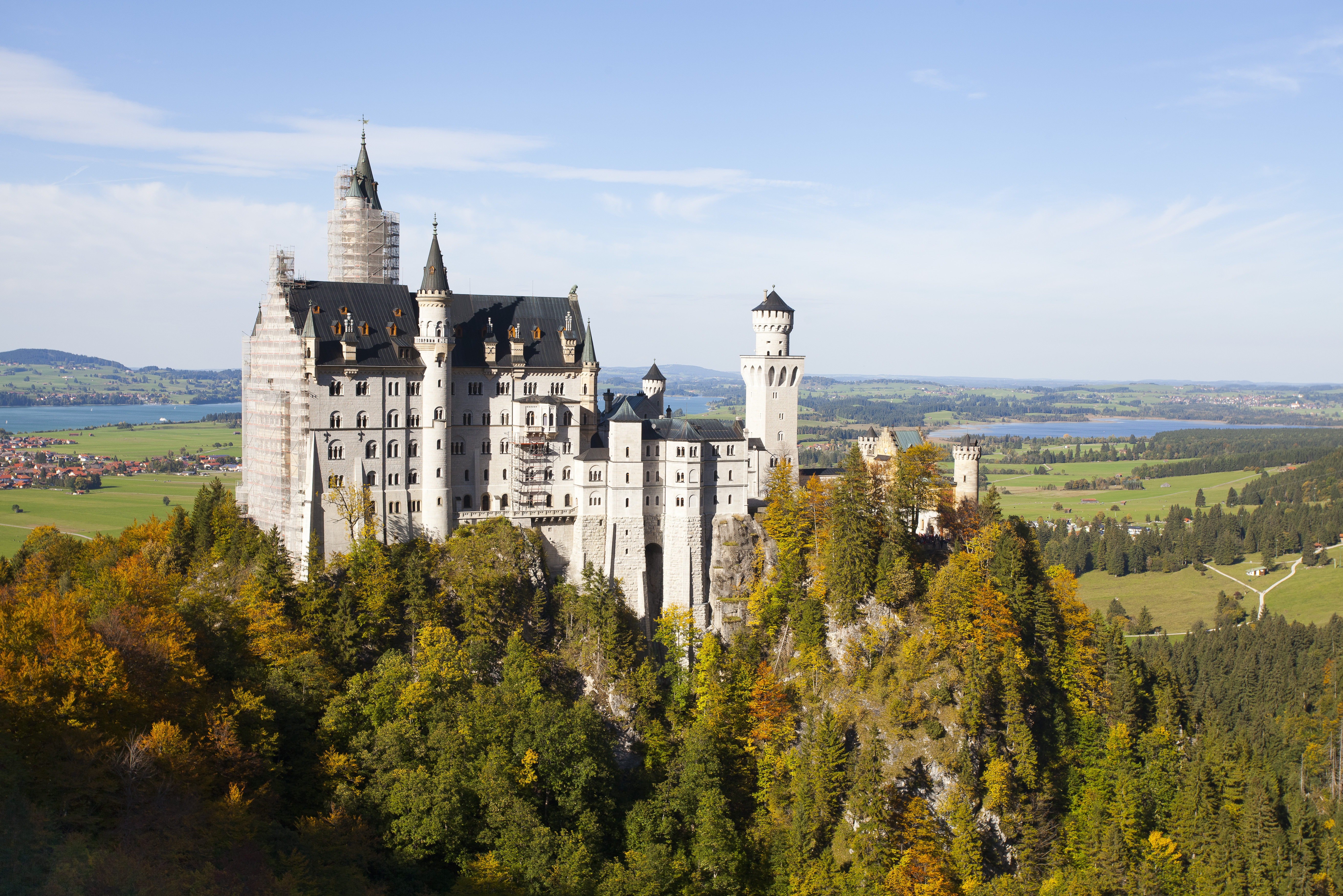
O Castelo de Neuschwanstein visto de Marienbrücke.

Com o castelo ainda em construção aquando da morte do Rei, uma das características principais do edifício permanecia por construir. Estava planejada um torre de menagem maciça para o meio do pátio superior, a qual nunca chegaria a ser edificada por decisão da restante família do Rei. A fundação da torre de menagem ainda pode ser vista, actualmente, no pátio superior.
Entre as salas concluídas encontra-se a Sala do Trono, a qual apresenta um candeeiro com pedras preciosas incrustadas, todos os doze apóstolos pintados na parede que rodeia o pedestal do trono (o trono actual nunca foi acabado) e Jesus por trás do pedestal. A suite principal do Rei inclui uma cama de dossel em madeira entalhada manualmente, o baldaquino da cama é entalhado como as torres de cada uma das catedrais da Baviera, um sanitário secreto (a água da sanita provinha de um aqueduto) e uma bacia com água corrente em forma de cisne.
O castelo também inclui um oratório, acessível a partir do vestiário e da suite principal, o qual inclui um crucifixo de marfim; uma sala feita para parecer uma caverna, uma cozinha completa equipada com água corrente quente e fria e um armário aquecido, alojamentos para os criados, um gabinete, uma sala de jantar e o Hall dos Cantores. Esta última divisão era um lugar onde os músicos e os dramaturgos actuavam. O Rei construiu-o para Wagner, como um lugar privilegiado para apresentação de peças. O Rei morreu antes de ser possível assistir a apresentações no Hall dos Cantores, mas este tem sido usado desde a sua morte.

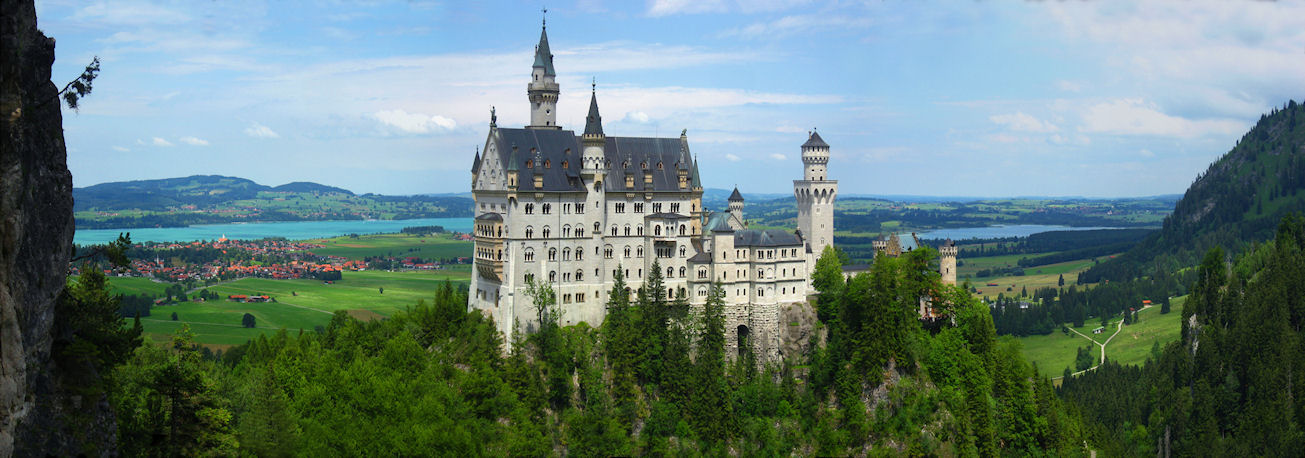
Vista panorâmica do Castelo de Neuschwanstein.

Apesar do seu aspecto medieval, a construção do Castelo de Neuschwanstein requeriu a moderna tecnologia da época, sendo o castelo uma maravilha dos acabamentos da tecnologia estrutural. Engenhos a vapor e eléctricos, ventilação moderna e canalizações de aquecimento fazem, todos eles, parte da estrutura.
Actualmente está quase esquecido que Luís II foi um patrono das invenções modernas e um precursor da introdução da electricidade na vida pública da Baviera. Os seus novos castelos foram os primeiros a usar electricidade (por exemplo a Gruta de Vénus de Linderhof) e outros equipamentos modernos. Através das suas actividades de construção, Luís II manteve vivos o conhecimento e a perícia de muitas artes particulares particular que de outra forma teriam morrido, providenciando trabalho e rendimento a um largo número de artesãos, construtores, estucadores e decoradores, entre outros.

### Declaração de insanidade de Luís II

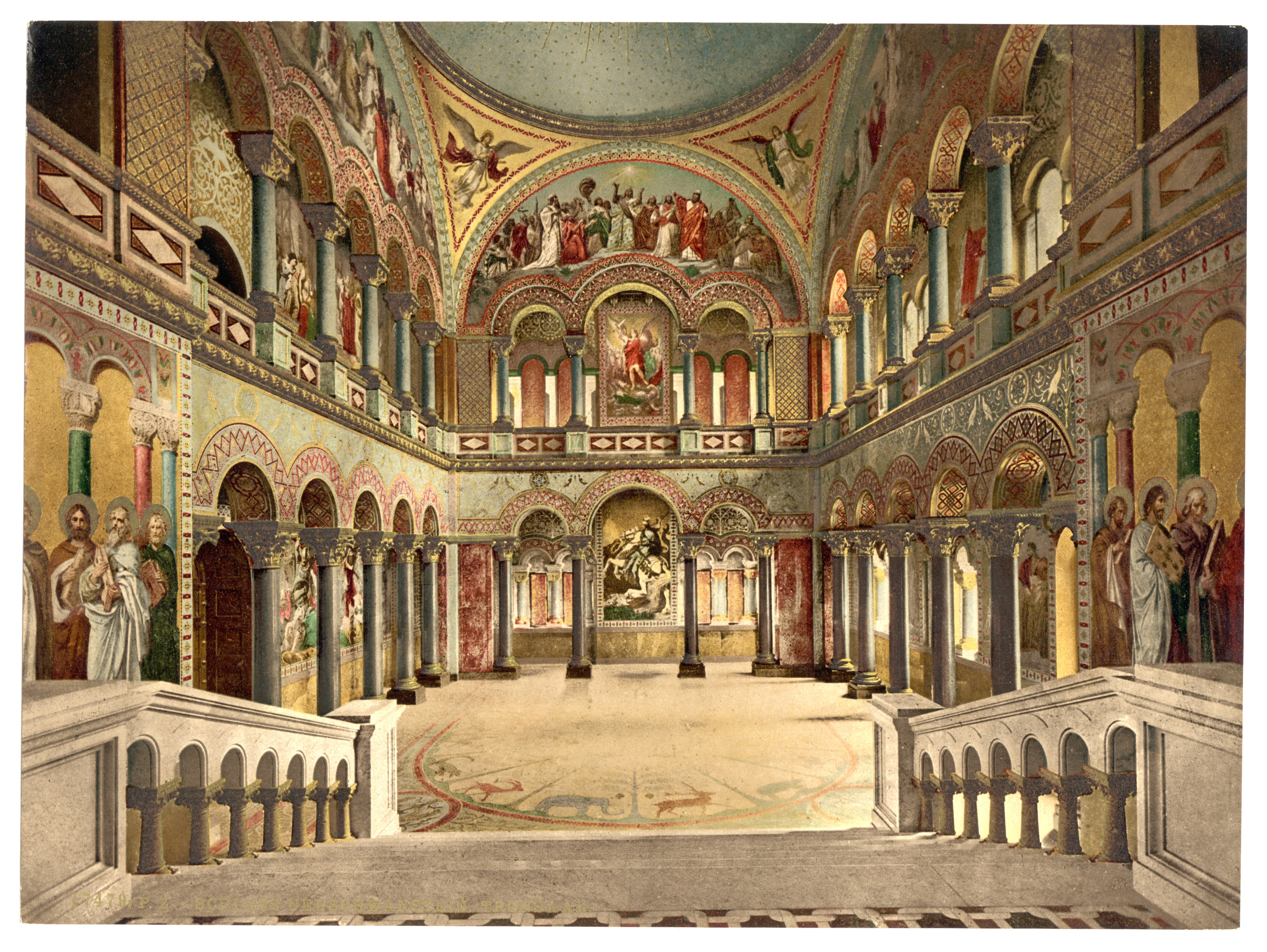
Pintura representando a Sala do Trono vista a partir do trono.

O Castelo de Neuschwanstein estava próximo da conclusão quando, em 1886, o Rei foi declarado insano pela Comissão de Estado liderada pelo Dr. von Gudden, e aprisionado no castelo. O Rei dificilmente se podia controlar quando perguntou ao Dr. von Gudden, "Como pode declarar-me insano? Ainda não me examinou!". Levado para Berg, foi encontrado, no dia 13 de junho de 1886, afogado em águas superficiais do Lago Starnberger, juntamente com von Gudden, o psiquiatra que o certificou. As circunstâncias exactas da sua morte permanecem inexplicadas.

### Depois de Luís II
O castelo é propriedade do estado da Baviera, ao contrário do Castelo de Hohenschwangau que é pertença de Franz, Duque da Baviera.
Este edifício inspirou a construção de um outro castelo da Casa de Wittelsbach, o Castelo de Ringberg. O Castelo de Neuschwanstein é contemporâneo do português Palácio da Pena, em Sintra, por vezes referido como "o Neuschwanstein português' (cerca de 1840).
A vizinha Marienbrücke (Ponte de Maria) sobre o desfiladeiro Pöllat, assim chamada em homenagem a Maria da Prússia, providencia uma estupenda vista das fachadas do Castelo de Neuschwanstein.
Está previsto que o Castelo de Neuschwanstein apareça nas moedas comemorativas de 2 euros da Série dos Estados Federados da Alemanha, em 2012.
Em 2007, foi finalista na selecção das Sete Maravilhas do Mundo Moderno.

## Turismo
A partir de 1886, o Castelo de Neuschwanstein conta com uma média de 1,3 milhões de visitantes anuais. Cada Verão, mais de 6.000 visitantes diários acumulam-se nas diferentes áreas que foram previstas para uma única pessoa. Contudo, o castelo tem igualmente inconvenientes, pois o estado livre da Baviera deve dispensar cerca de 11,2 milhões de euros por ano para a sua conservação e melhoramento dos serviços aos visitantes, mesmo que isso represente pouco face aos proveitos que o Castelo de Neuschwanstein gera.

## Curiosidades

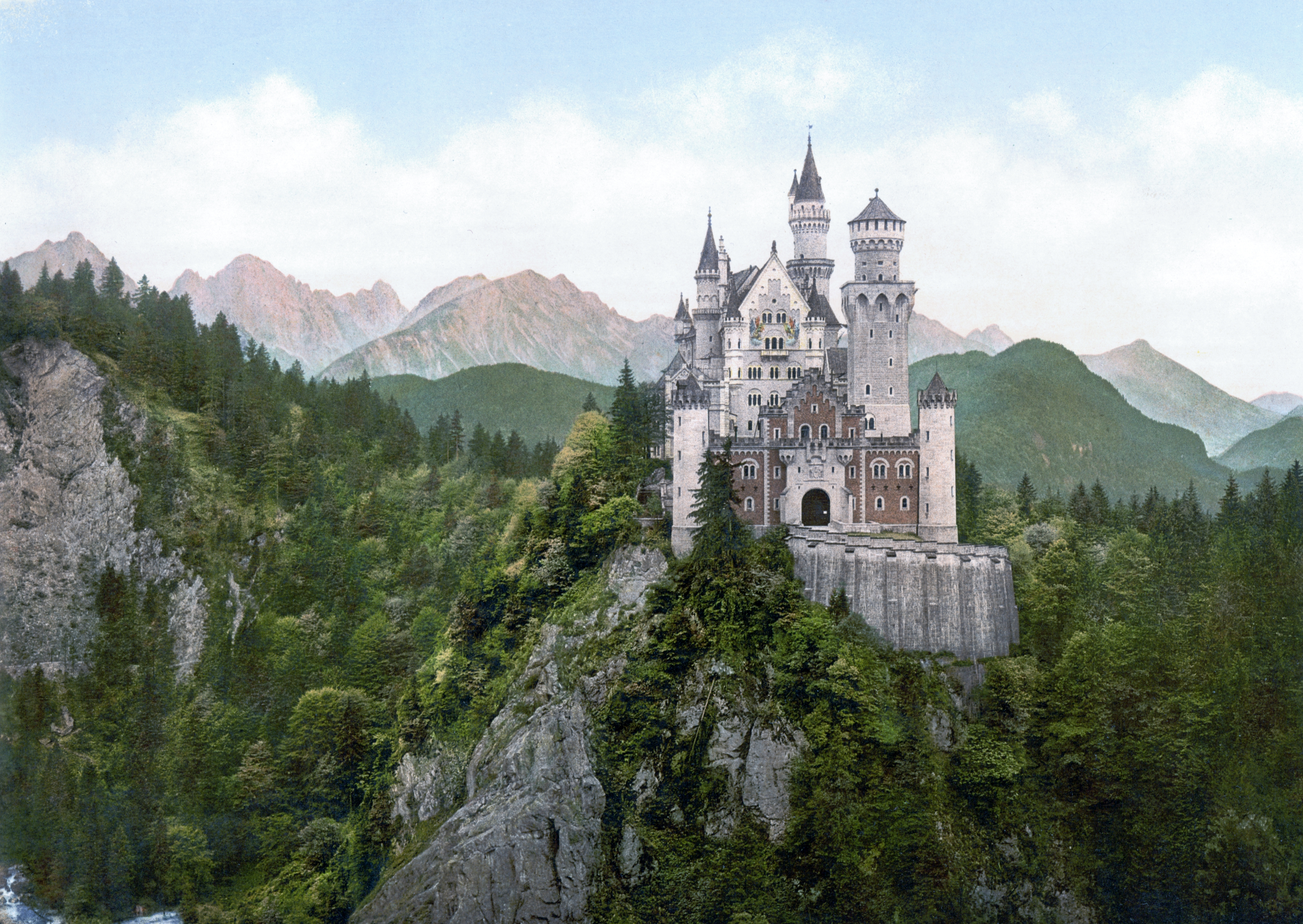
Postal da década de 1890 representando o Castelo de Neuschwanstein.

- O complexo do castelo estende-se por 6000 metros quadrados articulados em quatro andares e numerosas torres, com uma altura que atinge 80 metros.
- O castelo pode ser considerado como um monumento dedicado a Richard Wagner, o qual Luís II da Baviera admirava muito. De facto, muitas das suas salas são inspiradas em óperas do compositor alemão.
- Luís II da Baviera empenhou todo o seu património na construção do castelo, superintendendo os trabalhos; no entanto, habitou durante muito pouco tempo nessa residência.
- Luís II observou o avanço dos trabalhos directamente do castelo onde passou a infância, o vizinho Castelo de Hohenschwangau.
- A Sala do Trono não tem trono, porque Luís II morreu antes que o trono ficasse completo, e por isso não foi mais colocado no seu lugar.
- Uma das salas do castelo reproduz, de maneira muito realista, uma gruta com muitas estalactites e estalagmites, a qual possuiu uma cascata durante o reinado de Luís II.
- Luís II, receando os danos, ordenou ao curador do castelo que interditasse as visitas dos curiosos depois da sua morte. Poucas semanas depois da morte do soberano, o castelo abriu as suas portas aos visitantes. É actualmente um dos lugares mais visitados da Alemanha em qualquer estação do ano.
- Afirma-se que este é o edifício mais fotografado da Alemanha, e um dos destinos turísticos mais atractivos do país.

## Na cultura popular
- Afirma-se ainda que este verdadeiro castelo de contos de fadas da Baviera terá inspirado o moderno castelo da Bela Adormecida e da Cinderela na Disneylândia, símbolo da própria companhia Walt Disney.
- Esse castelo serviu de modelo no anime Cavaleiros do Zodíaco (Saint Seiya) como o castelo do deus grego do submundo, Hades.
- O castelo também serviu de fachada para a série Os Feiticeiros de Waverly Place, onde seria a famosa "feitiço tec".
- O castelo também esta presente no Jogo MMORPG Ragnarok Online, onde os usuários disputam para serem seus donos.
- O castelo inspirou o castelo do Drácula no jogo Castlevania: Symphony of the Night, versão americana de Akumajo Dracula X - Gekka no Yasoukyoku, da franquia de jogos Castlevania (Akumajö Dracula, no Japão) da Konami.

## Galeria

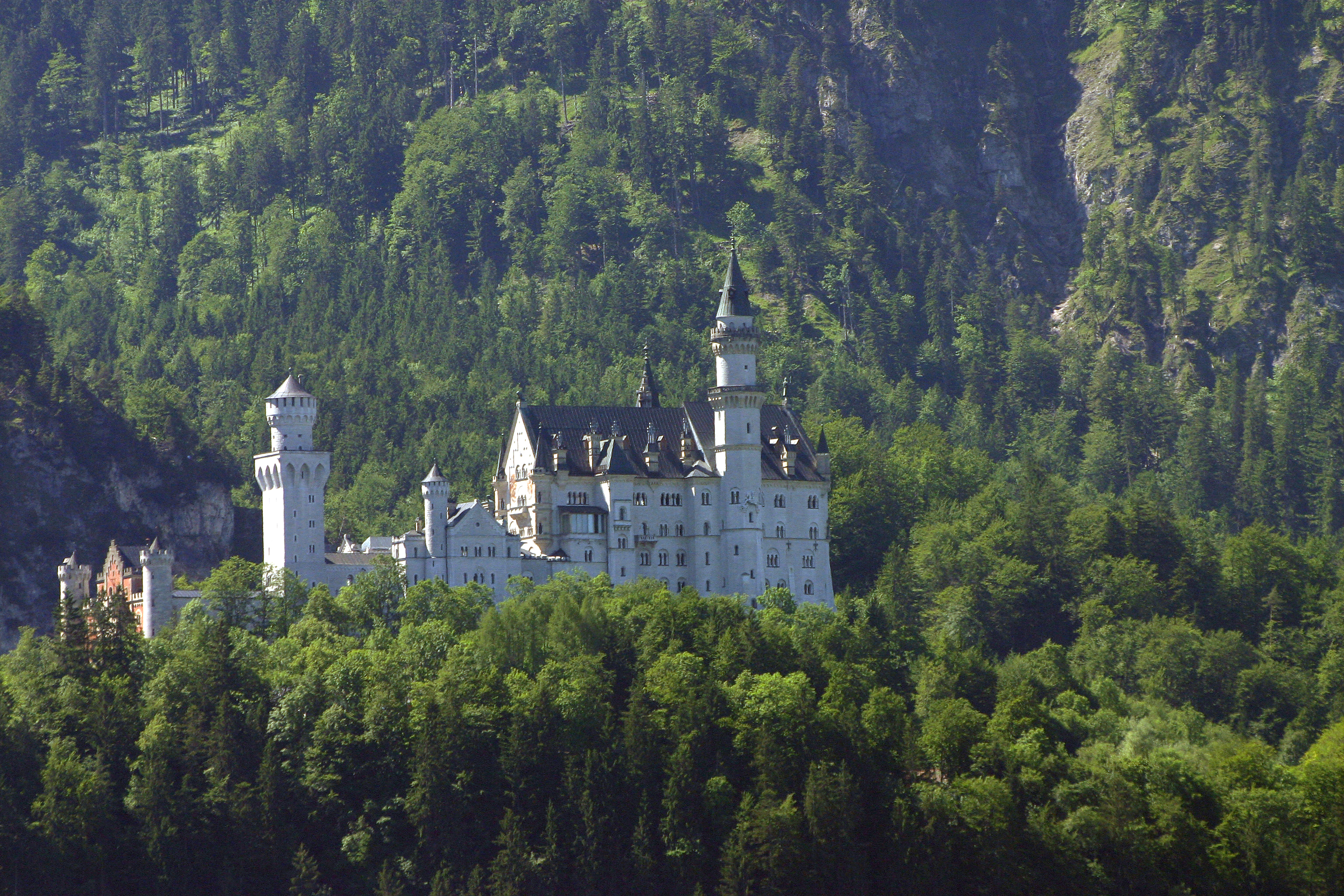
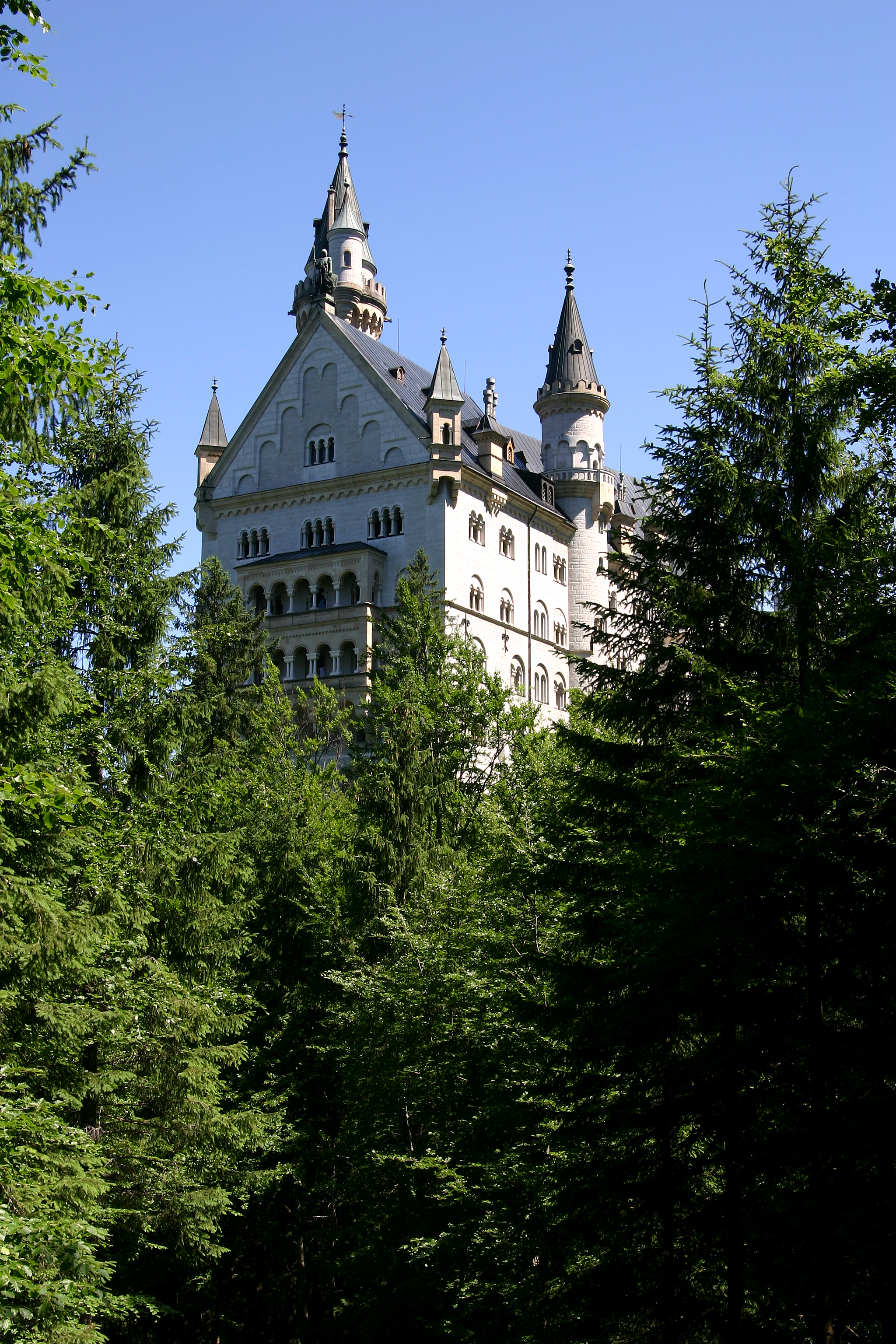
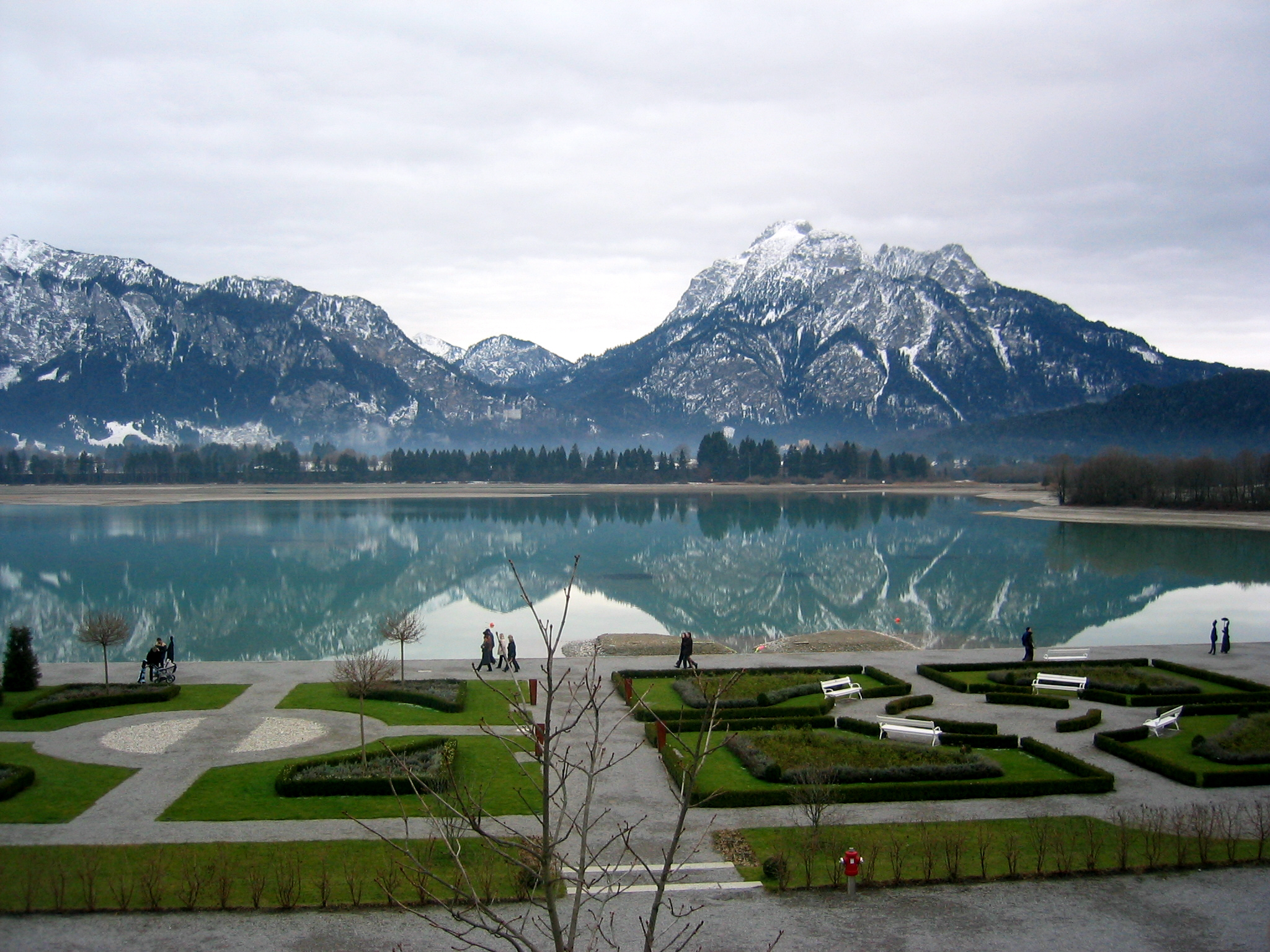
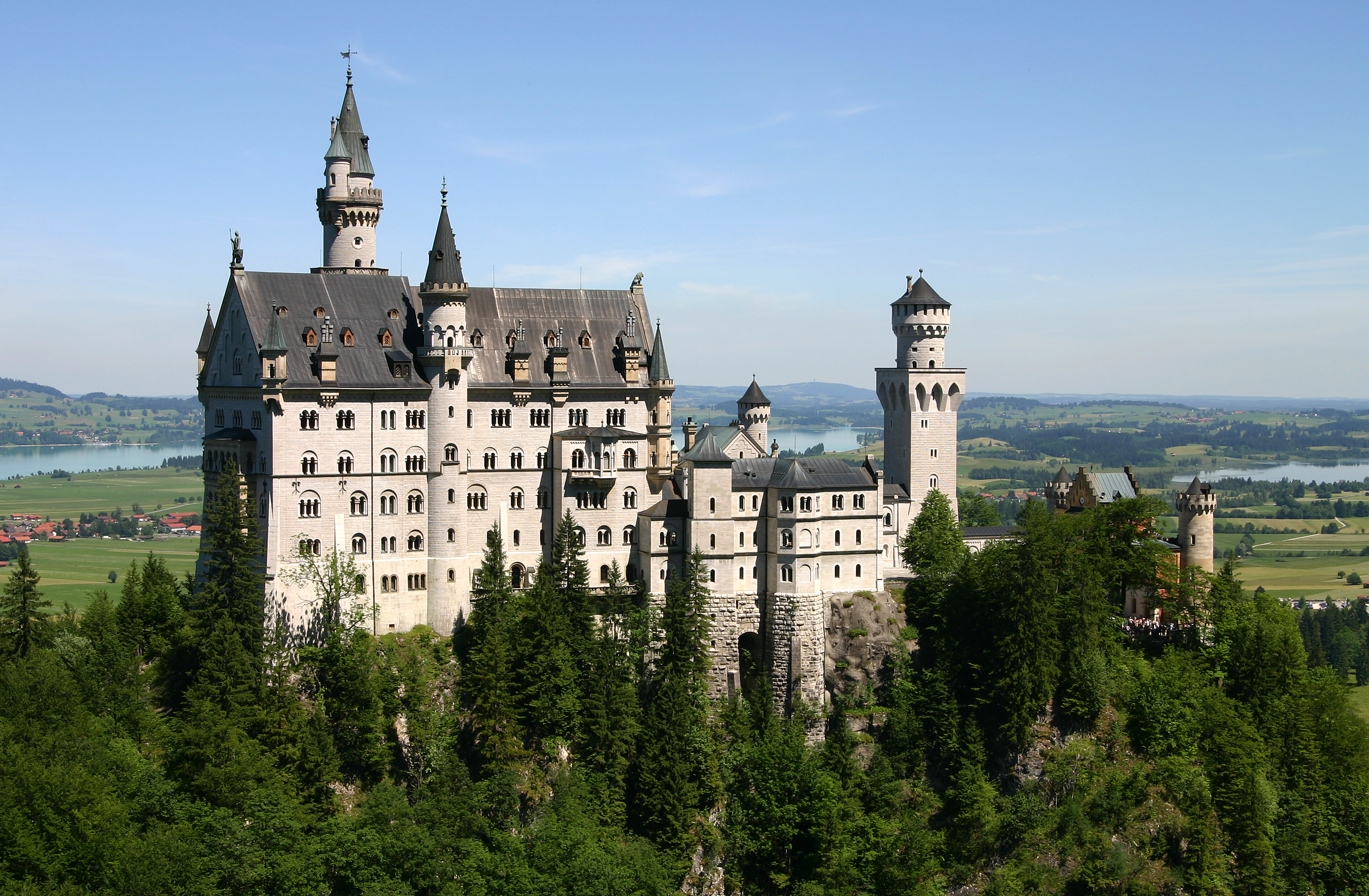
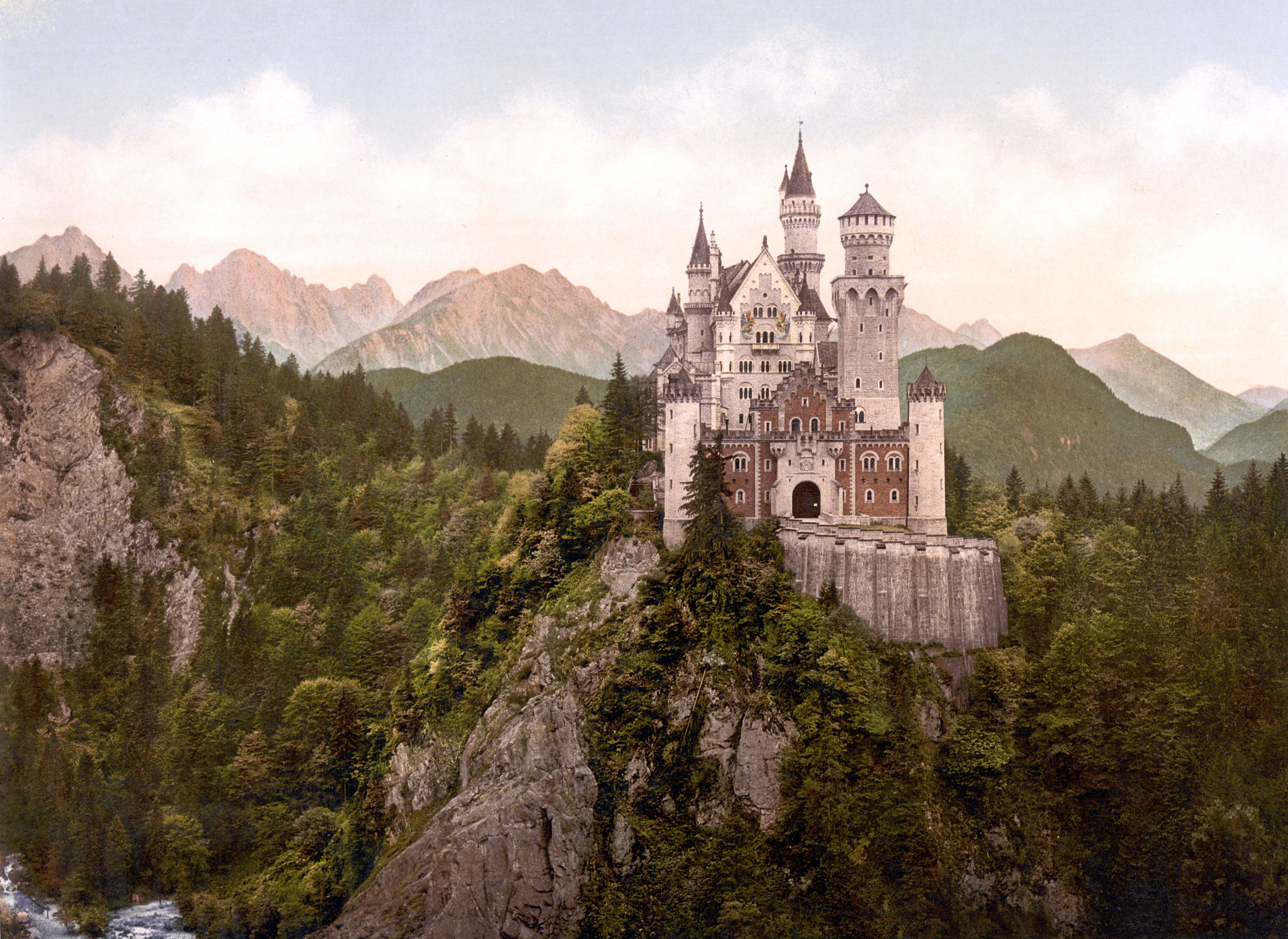
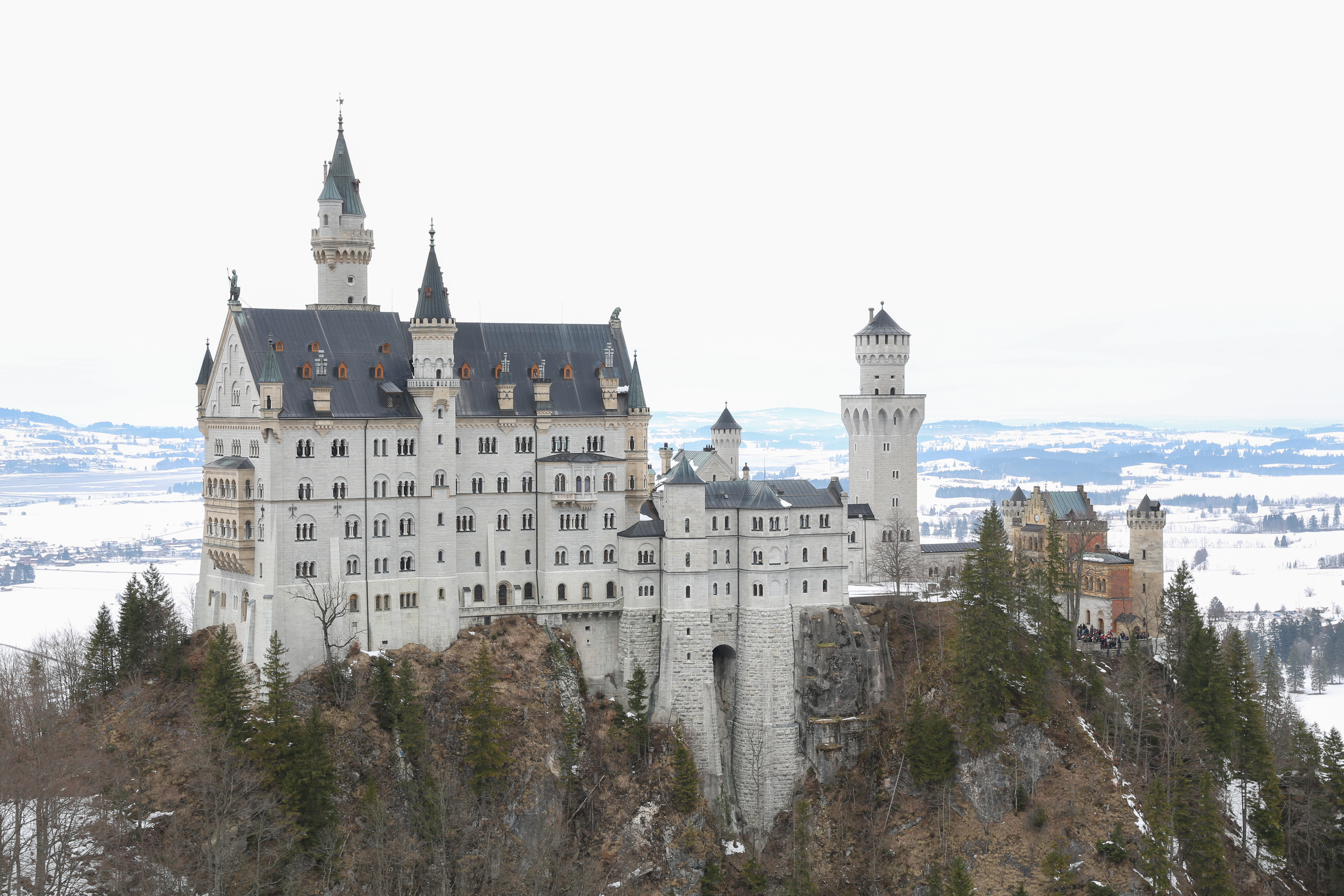